# Szymon Firkowicz

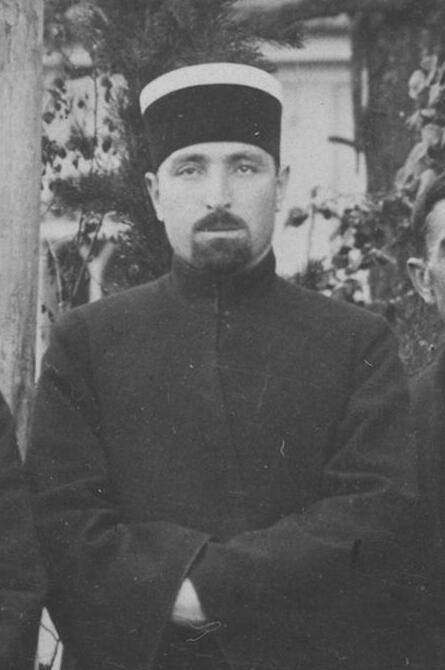
Szymon Firkowicz w Łucku

Szymon Firkowicz (karaim. Szemaja), (ur. 1897 w Trokach, zm. 1982 w Wilnie) – karaimski duchowny, pisarz i poeta (pseud. literacki Szafir) zamieszkały na Wileńszczyźnie. 
Pracował jako kierownik karaimskiej szkoły państwowej w Trokach, radny miasta Troki, prezes Rady Nadzorczej Spółdzielni Spożywców, prezes kółka rolniczego, wiceprezes rady nadzorczej banku. Członek Zarządu Historycznego Towarzystwa Zabytków Miasta Trok, członek komitetu redakcyjnego „Myśli Karaimskiej” oraz Polskiego Towarzystwa Orientalistycznego.
W latach 1920–1982 sprawował funkcję duchownego w trockiej kienesie (wybrany hazzanem 20 września 1920 r., w latach 1922–1928 był p.o. hachana, a od 1929 r. ułłu hazzanem). Za działalność na rzecz Karaimskiego Związku Religijnego odznaczony Złotym Krzyżem Zasługi.
Parał się poezją i prozą, tworząc w języku karaimskim. Autor ponad 200 utworów literackich. Pisał m.in. wiersze liryczne i nastrojowe, sporo uwagi poświęcając w swoich utworach motywom religijnym. Był też autorem sztuk scenicznych. Kolekcjonował podania i legendy ludowe swego narodu. Przełożył na język karaimski znaczną część dorobku poetyckiego Adama Mickiewicza. 